# Воловские Выселки
Воловские Выселки — деревня в Воловском районе Липецкой области России. Входит в состав Воловского сельсовета.

## География
Деревня находится в юго-западной части Липецкой области, в лесостепной зоне, в пределах восточных отрогов Среднерусской возвышенности, на правом берегу ручья Большой (бассейн реки Олым), на расстоянии примерно 1,5 км (по прямой) к юго-востоку от села Волово, административного центра района.
Климат
Климат умеренно континентальный с теплым летом и умеренно морозной зимой.
Часовой пояс
Деревня Воловские Выселки, как и вся Липецкая область, находится в часовой зоне МСК (московское время). Смещение применяемого времени относительно UTC составляет +3:00.

## Население
| 2010 | 2012 | 2021 |
| ---- | ---- | ---- |
| 15   | →15  | ↘14  |

Гендерный состав
По данным Всероссийской переписи населения 2010 года, в гендерной структуре населения мужчины составляли 46,7 %, женщины — соответственно 53,3 %.
Национальный состав
Согласно результатам переписи 2002 года, в национальной структуре населения русские составляли 97 % из 32 чел.

## Улицы
Уличная сеть деревни состоит из одной улицы (ул. Воловские Выселки).